# Niha, Tartus
Niha (tiếng Ả Rập: النيحا) là một ngôi làng Syria ở quận al-Shaykh Badr ở tỉnh Tartus. Nó nằm giữa Wadi al-Uyun ở phía đông, al-Shaykh Badr ở phía tây. Theo Cục Thống kê Trung ương Syria (CBS), Niha có dân số 1.182 người trong cuộc điều tra dân số năm 2004.